# Episodi di Critical Role (terza stagione)

I componenti dei Bells Hells nella sigla d'apertura della campagna tre.

La terza stagione della webserie a tema Dungeon & Dragons Critical Role, intitolata Campagna 3: Bells Hells (Campaign 3: Bells Hells), è stata resa disponibile sui canali ufficiali YouTube, Twitch e Beacon di Critical Role Productions ogni giovedì, ad eccezione dell'ultimo del mese, alle 19:00 (PDT) dal 21 ottobre 2021 al 6 febbraio 2025 per un totale di 121 episodi suddivisi in sei archi narrativi.
Come la precedente, la terza campagna inizia dal primo incontro tra i protagonisti e dalla loro formazione come gruppo, il cui nome è stato deciso in onore di un membro deceduto nel corso del primo arco narrativo, Sir Bertrand Bell. La premessa narrativa della campagna è inoltre stata profondamente influenzata dagli eventi della serie limitata Exandria Unlimited, di cui rappresenta il seguito immediato. A partire da maggio 2024 lo show è stato reso disponibile per lo streaming anche sulla piattaforma privata di Critical Role Productions, Beacon, seguito da un aftershow immediato col cast ancora al tavolo in onda dopo ogni episodio ("Critical Role Cooldown") ed arricchito da un nuovo format che condensa gli episodi in 60-90 minuti ("Critical Role Abridged").
Nel corso della campagna, per la prima volta dall'inizio di Critical Role, Mercer ha riportato alcuni dei personaggi precedentemente interpretati dai giocatori come NPC, ovvero Keyleth e Pike dei Vox Machina e Caleb e Beau dei Mighty Nein. Nel corso della campagna inoltre, durante lo speciale Downfall, alcuni giocatori vestono i panni di incarnazioni delle Divinità Primarie vissute otto secoli prima durante la Calamità di Exandria, mentre verso la conclusione riprendono i panni dei personaggi da loro giocati nelle campagne precedenti.
Molti dei personaggi principali di questa campagna sono provenienti da sessioni o one-shot avvenute precedentemente: Orym e Fearne erano stati rispettivamente giocati da O'Brien e Johnson in Exandria Unlimited, mentre Sir Bertrand Bell era il personaggio usato da Willingham nella one-shot "The Search for Grog" ed il suo secondo personaggio, Chetney, è ispirato a un personaggio da lui interpretato nella one-shot non canonica "The Night Before Critmas". Si sono poi aggiunti in qualità di guest star nel corso degli episodi: Robbie Daymond, Erika Ishii, Christian Navarro, Aabria Iyengar, Aimee Carrero, Utkarsh Ambudkar, Emily Axford, Anjali Bhimani, Erica Lindbeck, Brennan Lee Mulligan, Noshir Dalal, Nick Marini e Abubakar Salim.
L'episodio finale detiene il record di più lungo della serie, con una durata totale di oltre otto ore.

## Episodi

### Ambientazione
La storia è ambientata a Exandria, il mondo immaginario creato da Matthew Mercer, esattamente dieci anni dopo la fine della Campagna 2, nel continente di Marquet, descritto come «patria di enormi deserti, montagne e persino un vulcano»; una zona brevemente visitata nel corso della prima campagna ma mai veramente esplorata a fondo prima di questa.
Nel quinto arco narrativo della campagna inoltre, viene esplorata la lore di Exandria tramite una narrazione d'analessi ambientata otto secoli prima degli eventi della Campagna 1, durante la guerra tra Divinità Primarie e Déi Traditori passata alla storia come "La Calamità" (The Calamity).

### Trama

#### Arco Narrativo di Jrusar
| nº | Titolo                            | Pubblicazione    |
| -- | --------------------------------- | ---------------- |
| 1  | The Draw of Destiny               | 21 ottobre 2021  |
| 2  | Trial by Firelight                | 28 ottobre 2021  |
| 3  | The Trail and the Toll            | 4 novembre 2021  |
| 4  | On the Trail of a Killer          | 11 novembre 2021 |
| 5  | The Threat Between the Walls      | 18 novembre 2021 |
| 6  | Growing Bonds and Teasing Threads | 2 dicembre 2021  |
| 7  | Behind the Curtain                | 9 dicembre 2021  |
| 8  | A Woodworker's Quandary           | 16 dicembre      |
| 9  | Thicker Grows the Meal and Plot   | 6 gennaio 2022   |
| 10 | Ghosts, Dates, and Darker Fates   | 13 gennaio 2022  |
| 11 | Chasing Nightmares                | 20 gennaio 2021  |
| 12 | Make It Fashion                   | 3 febbraio 2022  |
| 13 | A Dance of Deception              | 10 febbraio 2022 |
| 14 | In Too Deep                       | 17 febbraio 2022 |
| 15 | The Tunnels Below                 | 3 marzo 2022     |
| 16 | The Shade Mother                  | 10 marzo 2022    |
| 17 | Heart-to-Heartmoor                | 17 marzo 2022    |
| 18 | A Hungry Jungle                   | 24 marzo 2022    |
| 19 | Omens Above                       | 7 aprile 2022    |
| 20 | Breaking and Entering...          | 14 aprile 2022   |
| 21 | Fight at the Museum...            | 21 aprile 2022   |
| 22 | Promise and Potential             | 5 maggio 2022    |
| 23 | To The Skies                      | 12 maggio 2022   |

A Jrusar, capitale delle Selve di Oderan, nel continente di Marquet, due streghe desiderose di svolgere ricerche magiche, Imogen e Laudna, due mercenari in cerca di ingaggio, Ashton e Fresh Cut Grass e tre individui incaricati di svolgere delle indagini per gli Ashari dell'Aria, Orym, Fearne e Dorian, si imbattono nell'anziano Sir Bertrand Bell, che li fa assumere per svolgere alcuni incarichi al servizio del suo conoscente Lord Ariks Eshteross; pochi giorni dopo, tuttavia, Dorian è costretto a tornare a casa per cercare di risolvere i problemi legali del fratello Cyrus, mentre Bell viene assassinato. Il quintetto rimasto decide dunque di investigare sulla morte del compagno assieme al burbero gnomo licantropo Chetney, rintracciando il criminale che lo ha ucciso e decidendo di battezzarsi "Bells Hells" in sua memoria. Dopo aver affrontato aberrazioni, sventato complotti e sgominato gilde di ladri ottenendo una discreta notorietà nella cittadina, il gruppo parte alla volta di Bassuras per rintracciare un fuggitivo.

#### Arco Narrativo dell'Ascesa di Ruidus
| nº | Titolo                      | Pubblicazione     |
| -- | --------------------------- | ----------------- |
| 24 | The Hellcatch Valley        | 19 maggio 2022    |
| 25 | A Taste of Tal'Dorei        | 30 giugno 2022    |
| 26 | Hidden Truths               | 7 luglio 2022     |
| 27 | A Race for the Prize        | 14 luglio 2022    |
| 28 | The Deathwish Run           | 21 luglio 2022    |
| 29 | Dark Portents               | 4 agosto 2022     |
| 30 | Reunion & Revelation        | 11 agosto 2022    |
| 31 | Breaking Point              | 18 agosto 2022    |
| 32 | A Stage Set                 | 1º settembre 2022 |
| 33 | Blood and Dust              | 8 settembre 2022  |
| 34 | What Dreams May Come        | 15 settembre 2022 |
| 35 | Pyrrhic Return              | 22 settembre 2022 |
| 36 | A Desperate Call            | 6 ottobre 2022    |
| 37 | From the Boughs             | 13 ottobre 2022   |
| 38 | A Dark Balance              | 20 ottobre 2022   |
| 39 | The Momentum of Murder      | 3 novembre 2022   |
| 40 | Compulsions                 | 10 novembre 2022  |
| 41 | Call of the Wild            | 8 dicembre 2022   |
| 42 | The City of Flowing Light   | 15 dicembre 2022  |
| 43 | Axiom Shaken                | 22 dicembre 2022  |
| 44 | Bawdy Basement Belligerence | 5 gennaio 2023    |
| 45 | Ominous Lectures            | 12 gennaio 2023   |
| 46 | Night at the Ligament Manor | 26 gennaio 2023   |
| 47 | The Fey Key                 | 2 febbraio 2023   |
| 48 | An Exit Most Fraught        | 9 febbraio 2023   |
| 49 | The Aurora Grows            | 16 febbraio 2023  |
| 50 | Red Moon Rising             | 2 marzo 2023      |
| 51 | The Apogee Solstice         | 9 marzo 2023      |

Giunti a Bassuras e catturato il fuorilegge che cercavano, i Bells Hells si trovano coinvolti nei misteri di Ruidus, la seconda luna del pianeta, che scoprono essere stata creata dalle Divinità Primarie per imprigionare un antico male noto come Predathos, il Divoratore di Déi, che il gruppo noto come Ruby Vanguard, guidato dall'elfo Martinet Ludinus Da'leth, intende liberare attraverso un rituale nel corso del Solstizio dell'Apogeo, evento celeste nel corso del quale la magia di Exandria sarà enormemente amplificata. Per impedire tutto ciò, i Bells Hells iniziano a prendere di mira e distruggere le Chiavi di Malleus, tre macchinari indispensabili per compiere il rito, che riescono ad impedire bloccando Ruidus in posizione sopra la Valle di Hellcatch, luogo che consente di viaggiare tra la luna ed Exandria.

#### Arco Narrativo di Separazioni e Esplorazioni
| nº | Titolo                    | Pubblicazione     |
| -- | ------------------------- | ----------------- |
| 52 | Far From the Others       | 16 marzo 2023     |
| 53 | Ripples                   | 23 marzo 2023     |
| 54 | Treacherous Toys          | 6 aprile 2023     |
| 55 | Hope Within History       | 13 aprile 2023    |
| 56 | By Goat or By Boat        | 20 aprile 2023    |
| 57 | The Sorrow of Molaesmyr   | 4 maggio 2023     |
| 58 | Escape from the Past      | 11 maggio 2023    |
| 59 | Somewhere Out There       | 18 maggio 2023    |
| 60 | Faith or Famine           | 1º giugno 2023    |
| 61 | Crisis of Faith           | 8 giugno 2023     |
| 62 | A Long Walk of Reflection | 15 giugno 2023    |
| 63 | A Haunted Past            | 22 giugno 2023    |
| 64 | Reunited                  | 6 luglio 2023     |
| 65 | A Path of Vengeance       | 13 luglio 2023    |
| 66 | Aid of the Tempest        | 20 luglio 2023    |
| 67 | Bloody Flowers            | 3 agosto 2023     |
| 68 | For the Tempest           | 10 agosto 2023    |
| 69 | Nice                      | 17 agosto 2023    |
| 70 | Embattled in Bassuras     | 24 agosto 2023    |
| 71 | Mist and Whimsy           | 7 settembre 2023  |
| 72 | Phantasmal Parley         | 14 settembre 2023 |
| 73 | Kindling the Spirits      | 21 settembre 2023 |
| 74 | Roots Between Worlds      | 5 ottobre 2023    |
| 75 | An Ancient Flame          | 12 ottobre 2023   |

Con la minaccia della liberazione di Predathos non ancora completamente scongiurata, i Bells Hells vengono separati in due gruppi dal contraccolpo della magia scatenata nel Solstizio dell'Apogeo: Chetney, Fearne, FCG e Imogen si trovano ad investigare i segreti del leader della Ruby Vanguard tra le rovine di un'antica città elfica a Wildemount, mentre Orym, Ashton e Laudna vengono invece catapultati sul continente di Issylra, dove scoprono maggiori informazioni sull'entità che minaccia Exandria. Una volta riunitisi a Jrusar, il gruppo si avventura per il continente alla ricerca di strumenti e materiali che possano aiutarli nella loro causa.

#### Arco Narrativo di Ruidus ad Aeor
| nº | Titolo                     | Pubblicazione    |
| -- | -------------------------- | ---------------- |
| 76 | A Gathering of Heroes      | 19 ottobre 2023  |
| 77 | The Promise and the Price  | 9 novembre 2023  |
| 78 | Fractures                  | 16 novembre 2023 |
| 79 | To Hurt Is to Heal         | 7 dicembre 2023  |
| 80 | A Test of Trust            | 14 dicembre 2023 |
| 81 | The Eve of the Red Moon    | 21 dicembre 2023 |
| 82 | Rush for the Bloody Bridge | 11 gennaio 2024  |
| 83 | Ruidus                     | 1º febbraio 2024 |
| 84 | Red Rural Revelations      | 8 febbraio 2024  |
| 85 | Intense Interrogations     | 15 febbraio 2024 |
| 86 | Doorways to Darker Depths  | 22 febbraio 2024 |
| 87 | Arrival at Kreviris        | 7 marzo 2024     |
| 88 | Seeking Sedition           | 14 marzo 2024    |
| 89 | Divisive Portents          | 21 marzo 2024    |
| 90 | Mission Improbable         | 4 aprile 2024    |
| 91 | True Heroism               | 11 aprile 2024   |
| 92 | Broken Roads               | 18 aprile 2024   |
| 93 | Bittersweet Reunions       | 2 maggio 2024    |
| 94 | Where The Red Fearne Glows | 9 maggio 2024    |
| 95 | Gathering of Needs         | 16 maggio 2024   |
| 96 | Shadows New and Old        | 23 maggio 2024   |
| 97 | Ancient Sins               | 6 giugno 2024    |
| 98 | The Nox Engine             | 20 giugno 2024   |

Per sventare i piani di Ludinus e della Ruby Vanguard, i Bells Hells si dirigono sulla luna rossa Ruidus per una missione d'infiltrazione e raccolta di informazioni nel corso della quale Fresh Cut Grass si sacrifica per permettere la fuga ai compagni dopo che vengono scoperti dal nemico. Una volta fatto ritorno su Exandria ed aggiunto tra le loro file il paladino minotauro Braius Doomseed, i Bells Hells si recano nelle rovine ghiacciate della città perduta di Aeor rinvenendo una camera sotterranea che ne racchiude le memorie: l'Occultus Thalamus.

#### Arco Narrativo della Caduta
| nº  | Titolo               | Pubblicazione  |
| --- | -------------------- | -------------- |
| 99  | Downfall: Part One   | 11 luglio 2024 |
| 100 | Downfall: Part Two   | 18 luglio 2024 |
| 101 | Downfall: Part Three | 25 luglio 2024 |

L'Occultus Thalamus rivela i pensieri e i ricordi di coloro che furono testimoni della Caduta della città volante di Aeor nel corso della Calamità, inclusi i sei araldi degli Dèi che ne furono la causa.

#### Arco Narrativo della Fine di un'Era
| nº  | Titolo                      | Pubblicazione     |
| --- | --------------------------- | ----------------- |
| 102 | Reconciliation              | 1º agosto 2024    |
| 103 | Cages                       | 8 agosto 2024     |
| 104 | The Cradle's Convocation    | 15 agosto 2024    |
| 105 | Collecting Legends          | 22 agosto 2024    |
| 106 | Unseelie Interrupted        | 5 settembre 2024  |
| 107 | Under the Arch Heart's Eye  | 12 settembre 2024 |
| 108 | Looming                     | 19 settembre 2024 |
| 109 | A Test of Fate              | 3 ottobre 2024    |
| 110 | In the Shadow of War        | 10 ottobre 2024   |
| 111 | The Nein Hells              | 17 ottobre 2024   |
| 112 | The Assembling of Legends   | 24 ottobre 2024   |
| 113 | Assault on the Malleus Key  | 7 novembre 2024   |
| 114 | Fight for the Bloody Bridge | 14 novembre 2024  |
| 115 | To the Arx Creonum          | 21 novembre 2024  |
| 116 | The Weave Mind              | 5 dicembre 2024   |
| 117 | Race to the Ruidian Core    | 12 dicembre 2024  |
| 118 | The Hallowed Cage           | 2 gennaio 2025    |
| 119 | Predathos Awakened          | 16 gennaio 2025   |
| 120 | The Red End                 | 23 gennaio 2025   |
| 121 | A New Age Begins            | 6 febbraio 2025   |

Dopo aver condiviso quanto scoperto sulla caduta della città di Aeor, i vari regni del continente si coalizzano suggellando l'Accordo di Exandria per formare un'alleanza militare con cui opporsi alle forze di Ruidus e i Bells Hells formano una squadra d'attacco per la battaglia finale col nemico assieme ad altri due eroi leggendari del continente: i Vox Machina e Mighty Nein.